# Subregioni dell'Ungheria

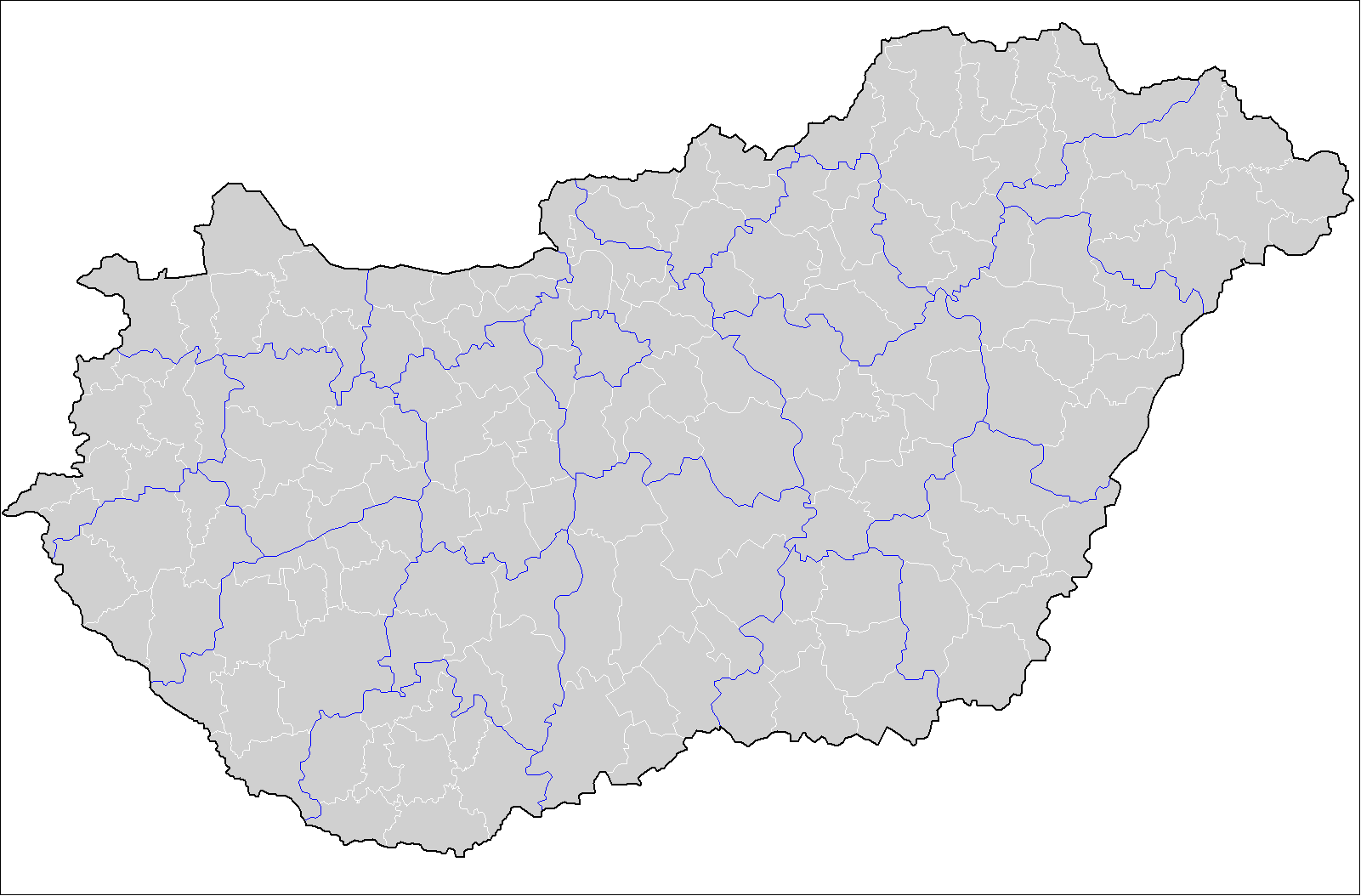
Province e LAU dell'Ungheria

Le subregioni dell'Ungheria (in ungherese: kistérségek, sing. kistérség) costituivano la suddivisione territoriale di secondo livello del Paese, dopo le contee; nel 2013 sono state abolite e sostituite dai distretti.
Le subregioni rappresentavano altresì le unità amministrative locali (LAU) di tipo NUTS4 - LAU1, secondo la nomenclatura delle unità territoriali statistiche; ammontavano a 175 e avevano il compito di promuovere accordi di cooperazione tra comuni al fine della gestione ottimale dei servizi pubblici.
Tali suddivisioni, ripartite per contea, erano le seguenti.

## Budapest
- Budapest

## Bács-Kiskun
Città nella contea di Bács-Kiskun:
- Bácsalmás
- Baja
- Jánoshalma
- Kalocsa
- Kecskemét
- Kiskőrös
- Kiskunfélegyháza
- Kiskunhalas
- Kiskunmajsa
- Kunszentmiklós

## Baranya
Città nella contea di Baranya:
- Komló
- Mohács
- Pécs
- Pécsvárad
- Sásd
- Sellye
- Siklós
- Szentlőrinc
- Szigetvár

## Békés
Città nella contea di Békés:
- Békéscsaba
- Békés
- Gyula
- Mezőkovácsháza
- Orosháza
- Sarkad
- Szarvas
- Szeghalom

## Borsod-Abaúj-Zemplén
Città nella contea di Borsod-Abaúj-Zemplén:
- Abaúj–Hegyköz
- Bodrogköz
- Edelény
- Encs
- Kazincbarcika
- Mezőcsát
- Mezőkövesd
- Miskolc
- Ózd
- Sárospatak
- Sátoraljaújhely
- Szerencs
- Szikszó
- Tiszaújváros
- Tokaj

## Csongrád-Csanád
Città nella contea di Csongrád-Csanád:
- Csongrád
- Hódmezővásárhely
- Kistelek
- Makó
- Mórahalom
- Seghedino
- Szentes

## Fejér
Città nella contea di Fejér:
- Aba
- Adony
- Bicske
- Dunaújváros
- Enying
- Ercs
- Gárdony
- Mór
- Sárbogárd
- Székesfehérvár

## Győr-Moson-Sopron
Città nella contea di Győr-Moson-Sopron:
- Csorna
- Győr
- Kapuvár-Beled
- Mosonmagyaróvár
- Pannonhalma
- Sopron-Fertőd
- Tét

## Hajdú-Bihar
Città nella contea di Hajdú-Bihar:
- Balmazújváros
- Berettyóújfalu
- Debrecen
- Derecske–Létavértes
- Hajdúböszörmény
- Hajdúhadház
- Hajdúszoboszló
- Polgár
- Püspökladány

## Heves
Città nella contea di Heves:
- Bélapátfalva
- Eger
- Füzesabony
- Gyöngyös
- Hatvan
- Heves
- Pétervására

## Jász-Nagykun-Szolnok
Città nella contea di Jász-Nagykun-Szolnok:
- Jászberény
- Karcag
- Kunszentmárton
- Mezőtúr
- Szolnok
- Tiszafüred
- Törökszentmiklós

## Komárom-Esztergom
Città nella contea di Komárom-Esztergom:
- Dorog
- Esztergom
- Kisbér
- Komárom
- Oroszlány
- Tata
- Tatabánya

## Nógrád
Città nella contea di Nógrád:
- Balassagyarmat
- Bátonyterenye
- Pásztó
- Rétság
- Salgótarján
- Szécsény

## Pest
Città nella contea di Pest:
- Aszód
- Budaörs
- Cegléd
- Dabas
- Dunakeszi
- Érd
- Gödöllő
- Gyál
- Monor
- Nagykáta
- Pilisvörösvár
- Ráckeve
- Szentendre
- Szob
- Vác
- Veresegyház

## Somogy
Città nella contea di Somogy:
- Balatonföldvár
- Barcs
- Csurgó
- Fonyód
- Kadarkút
- Kaposvár
- Lengyeltóti
- Marcal
- Nagyatád
- Siófok
- Tab

## Szabolcs-Szatmár-Bereg
Città nella contea di Szabolcs-Szatmár-Bereg:
- Baktalórántháza
- Csenger
- Fehérgyarmat
- Ibrány–Nagyhalász
- Kisvárda
- Mátészalka
- Nagykálló
- Nyírbátor
- Nyíregyháza
- Tiszavasvári
- Vásárosnamény
- Záhony

## Tolna
Città nella contea di Tolna:
- Bonyhád
- Dombóvár
- Paks
- Szekszárd
- Tamási

## Vas
Città nella contea di Vas:
- Celldömölk
- Csepreg
- Körmend
- Kőszeg
- Őriszentpéter
- Sárvár
- Szentgotthárd
- Szombathely
- Vasvár

## Veszprém
Città nella contea di Veszprém:
- Ajka
- Balatonalmádi
- Balatonfüred
- Pápa
- Sümeg
- Tapolca
- Várpalota
- Veszprém
- Zirc

## Zala
Città nella contea di Zala:
- Hévíz
- Keszthely
- Lenti
- Letenye
- Nagykanizsa
- Pacsa
- Zalaegerszeg
- Zalakaros
- Zalaszentgrót